# سیارک ۴۸۸
سیارک ۴۸۸ (به انگلیسی: 488 Kreusa، نامگذاری:1902JG) چهارصد و هشتاد و هشتمین سیارک کشف شده‌است که در ۲۶ ژوئن ۱۹۰۲ و در هایدلبرگ کشف شد.
قدر مطلق سیارک برابر ۷٫۸۱ است.